# 396 v. Chr.
Portal Geschichte | Portal Biografien | Aktuelle Ereignisse | Jahreskalender | Tagesartikel

◄ |
5. Jahrhundert v. Chr. |
4. Jahrhundert v. Chr. |
3. Jahrhundert v. Chr. |
►

◄ | 410er v. Chr. | 400er v. Chr. | 390er v. Chr. | 380er v. Chr. |
370er v. Chr. |
►

◄◄ | ◄ | 399 v. Chr. | 398 v. Chr. | 397 v. Chr. | 396 v. Chr. |
395 v. Chr. |
394 v. Chr. |
393 v. Chr. |
► |
►►

## Ereignisse

### Politik und Weltgeschehen

#### Westliches Mittelmeer
- Lucius Titinius Pansa Saccus, Publius Licinius Calvus Esquilinus, Publius Maelius Capittolinus, Quintus Manlius Vulso Capitolinus, Gnaeus Genucius Augurinus und Lucius Atilius Priscus werden römische Konsulartribunen.

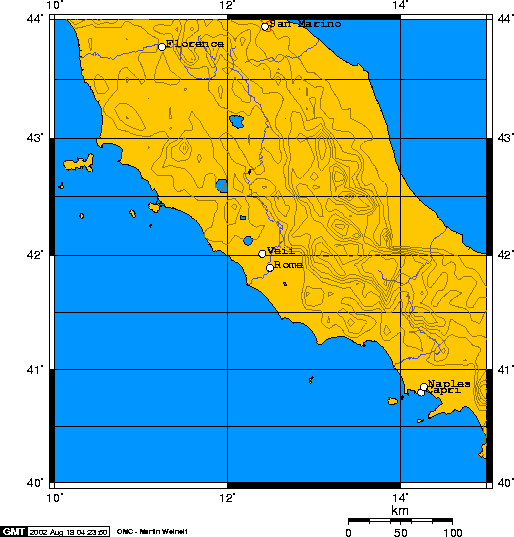
Lage der Städte Rom und Veji

- Marcus Furius Camillus wird für sechs Monate zum römischen Diktator ernannt. In dieser Funktion gelingt es ihm, nach zehnjährigem Krieg die etruskische Handelsstadt Veji (20 km nördlich von Rom) zu erobern. Die Bürger Vejis werden versklavt; Camillus zieht im Triumph in die Stadt ein.
- Die Karthager beenden die Belagerung der sizilischen Stadt Syrakus, erobern und plündern jedoch Messina.
- Mago II. folgt Himilko auf den Thron Karthagos. Nach Himilkos Tod gewinnt der Ältestenrat der Stadt zunehmend Einfluss.

#### Östliches Mittelmeer
- Agesilaos II., König von Sparta, zieht mit einem Heer nach Kleinasien, um die spartanischen Truppen im spartanisch-persischen Krieg zu unterstützen. Seine Armee zieht zunächst nach Phrygien und nach Bithynien.
- Konon, Feldherr des zuvor gegen Sparta unterlegenen Athen, nimmt Kontakt mit dem persischen Statthalter in Phrygien und Bithynien auf. Dieser ernennt Konon zum Admiral einer neuen attisch-persischen Flotte von 500 Schiffen, mit der er noch im selben Jahr Rhodos von den Spartanern zurückerobert.
- Orestes, der jugendliche König von Makedonien, wird von seinem Regenten Aeropos II. ermordet. Dieser herrscht von nun an als „Archelaos II.“ allein.

### Wissenschaft und Technik
- Babylonische Astronomen protokollieren im 9. Jahr des achämenidischen Königs Artaxerxes II. ihre Beobachtungsergebnisse der Mondfinsternis vom 18./19. September 396 v. Chr. (13. Ululu).[1]
- Im babylonischen Kalender fällt der Jahresbeginn des 1. Nisannu auf den 6.–7. April[2], der Vollmond im Nisannu auf den 19.–20. April[2], der 1. Ululu auf den 1.–2. September[2] und der 1. Tašritu auf den 30. September–1. Oktober[2].[1]

### Katastrophen
- Auf Sizilien kommt es zu einem schweren Erdbeben, außerdem kommt es zu einem großen Ausbruch des Ätna.[3]

### Sport
- Kyniska gewinnt bei den Wagenrennen der Olympischen Spiele mit einem Fohlen-Viergespann.

## Geboren
- Xenokrates, griechischer Philosoph († 314 v. Chr.)
- um 396 v. Chr.: Dionysios II. von Syrakus, Tyrann von Syrakus († 337 v. Chr.)

## Gestorben
- Orestes, König von Makedonien